# 인어왕자:더 비기닝
《인어왕자:더 비기닝》은 라이프타임 채널어서 방영되었던 드라마이다. 기획 의도는 인어왕자를 소재로 하는 이야기이다.

## 등장 인물
- 문빈 : 최우혁 역
- 채원빈 : 조아라 역
- 문상민 : 조아서 역
- 유나결 : 오윤영 역
- 정보민 : 마리아 역
- 휘영 : 윤건이 역
- 윤서빈 : 윤재범 역

1. ↑  Laure (2020년 11월 3일). “"The Mermaid Prince: The Beginning" (2020 Web Drama): Cast & Summary” (영어). 2024년 8월 26일에 확인함.
2. ↑  “ASTRO’s Moonbin To Return For Upcoming Sequel To “The Mermaid Prince" With Co-Star SF9's Hwiyoung” (미국 영어). 2020년 8월 26일. 2024년 8월 26일에 확인함.
3. ↑  “The Little Mermaid | Iconic tourist attraction in Copenhagen” (영어). 2024년 8월 26일에 확인함.
4. ↑  “The sequel to 'Mermaid Prince' with ASTRO's Moonbin will be released” (영어). 2020년 8월 27일. 2024년 8월 26일에 확인함.